# Tuni
Tuni è una suddivisione dell'India, classificata come municipality, di 254 448  abitanti, situata nel distretto del Godavari Orientale, nello stato federato dell'Andhra Pradesh. In base al numero di abitanti la città rientra nella classe II (da 50 000 a 99 999 persone).

## Geografia fisica
La città è situata a 17° 21' 0 N e 82° 32' 60 E e ha un'altitudine di 13 m s.l.m..

## Società

### Evoluzione demografica
Al censimento del 2001 la popolazione di Tuni assommava a 50 217 persone, delle quali 24 830 maschi e 25 387 femmine. I bambini di età inferiore o uguale ai sei anni assommavano a 5 801, dei quali 2 826 maschi e 2 975 femmine. Infine, coloro che erano in grado di saper almeno leggere e scrivere erano 31 923, dei quali 17 125 maschi e 14 798 femmine.